# Андроново (Куньинский район)
Андроново — деревня в Куньинском районе Псковской области России. Входит в состав Пухновской волости.

## География
Расположена у юго-восточного прибрежья Усмынского озера, в 54 км к югу от районного центра, посёлка городского типа Кунья, и в 12 км к северо-западу от бывшего волостного центра, деревни Долговица.

## Население
| 2001 | 2002 | 2010 |
| ---- | ---- | ---- |
| 86   | ↘72  | ↘44  |

Численность населения деревни по оценке на начало 2001 года составляла 86 жителей.

## История
С января 1995 до декабря 2005 года деревня входила в состав бывшей Усмынской волости, с января 2006 до апреля 2015 года — в состав ныне упразднённой Долговицкой волости.